# Distretto di Panda
Il distretto di Panda è un distretto del Mozambico, facente parte della Provincia di Inhambane.

## Suddivisioni amministrative
Il distretto è suddiviso in tre sottodistretti amministrativi (posti amministrativi):
- Panda
- Mawayela
- Urrene